# Hannibal (televíziós sorozat)
A Hannibal egy amerikai pszichológiai horror- és bűnügyi sorozat, melyet Bryan Fuller alkotott.
A sorozat az NBC csatornán fut Amerikában 2013. április 4-e óta. Magyarországon az AXN csatorna tűzte műsorára 2013. április 10-e óta.
A sorozat Thomas Harris, Vörös Sárkány című regényének előzménye, a karakterek, és bizonyos történések a regényből származnak. A történet főszereplője Dr. Hannibal Lecter pszichiáter  és Will Graham, az FBI különleges nyomozója, az ő kapcsolatukra összpontosít a sorozat. A sorozat az előzménye a Vörös Sárkány című regénynek, melyet követ A bárányok hallgatnak, és a Hannibal. A sorozat 3 évadból, és minden évad 13 részből áll.

## Szereplők
| Szereplő                        | Színész            | Magyar hang      |
| ------------------------------- | ------------------ | ---------------- |
| Will Graham különleges ügynök   | Hugh Dancy         | Rajkai Zoltán    |
| Dr. Hannibal Lecter             | Mads Mikkelsen     | Kaszás Gergő     |
| Jack Crawford különleges ügynök | Laurence Fishburne | Schneider Zoltán |
| Dr. Alana Bloom                 | Caroline Dhavernas | Gubás Gabi       |
| Dr. Bedelia Du Maurier          | Gillian Anderson   | Götz Anna        |
| Beverly Katz                    | Hettiene Park      | Varga Gabriella  |
| Jimmy Price                     | Scott Thompson     | Végh Péter       |
| Brian Zeller                    | Aaron Abrams       | Kardos Róbert    |

### További szereplők
| Szereplő              | Színész               | Magyar hang       |
| --------------------- | --------------------- | ----------------- |
| Dr. Frederick Chilton | Raúl Esparza          | Debreczeny Csaba  |
| Freddie Lounds        | Lara Jean Chorostecki | Gáspár Kata       |
| Abigail Hobbs         | Kacey Rohl            | Andrusko Marcella |
| Kade Prurnell         | Cynthia Nixon         | Kubik Anna        |
| Dr. Abel Gideon       | Eddie Izzard          | Törköly Levente   |
| Miriam Lass           | Anna Chlumsky         | Ullmann Mónika    |
| Bella Crawford        | Gina Torres           | Tóth Auguszta     |

## Történetvezetés
Mikor az FBI nem képes megoldani egy sor brutális gyilkosságot, és elfogni a "Chesapeake-i Hasfelmetszőt", Jack Crawford különleges ügynök először Will Graham segítségét kéri, egy különleges nyomozóét, aki képes megérteni a bűnözők viselkedését, és vizuálisan beleképzelni magát a gyilkosok bőrébe, majd a zseniális pszichiátert, Dr. Hannibal Lectert, aki valójában a Chesapeake-i Hasfelmetsző.

## Epizódok
Minden évad 13 részes, és egy bizonyos nemzet konyhájának jellegzetességeit használják az adott epizód címének. Az első évad a francia konyha, a második a japán konyha, a harmadik az olasz konyha elemeit tartalmazza címként.
| Évad | Évad | Részek száma | Részek száma | Eredeti sugárzás  | Eredeti sugárzás    | Eredeti adó | Magyar sugárzás     | Magyar sugárzás    | Magyar adó |
| Évad | Évad | Részek száma | Részek száma | Évadbemutató      | Évadzáró            | Eredeti adó | Évadbemutató        | Évadzáró           | Magyar adó |
| ---- | ---- | ------------ | ------------ | ----------------- | ------------------- | ----------- | ------------------- | ------------------ | ---------- |
|      | 1.   | 13           | 13           | 2013. április 4.  | 2013. június 20.    | NBC         | 2013. április 10.   | 2013. július 3.    | AXN        |
|      | 2.   | 13           | 13           | 2014. február 28. | 2014. május 23.     | NBC         | 2014. április 9.    | 2014. július 2.    | AXN        |
|      | 3.   | 13           | 13           | 2015. június 4.   | 2015. augusztus 29. | NBC         | 2015. augusztus 24. | 2015. november 16. | AXN        |